# Marc-Alexandre Caminade
Pour les articles homonymes, voir Caminade.
Marc-Alexandre Caminade de Castres, seigneur de Briatexte et d'Assac (27 février 1746 à Paris - 5 mars 1812 à Versailles), est un financier, pédagogue, grammairien et publiciste français.

## Biographie
Fils du banquier parisien Jean Caminade et de Marie-Anne de Chaloppin, et frère de Claude-Olivier Caminade de Castres et de Jean-Jacques Caminade de Chatenet, il devient secrétaire du prince de Condé puis secrétaire des commandements de la duchesse de Bourbon.
Il reprend par la suite la direction de la banque familiale.
Il s'occupe également à de travaux de grammaire, ainsi qu'à des écrits politiques sous la Révolution.
En 1798, le ministre de l'Intérieur intervient en sa faveur auprès du jury d'instruction pour le recommander à la chaire de grammaire générale.
Marié à Louise Thérèse du Putel de La Croix en 1778, il est le père du peintre Alexandre-François Caminade et du général Amédée Caminade, ainsi que le beau-père de Jean-Charles Boursy, directeur des contributions directes au ministère des Finances et grand-père du préfet Albert Choppin.

## Publications
- Vues de Marc-Alexandre Caminade, sur les moyens de retirer immédiatement de la circulation et d'éteindre en quinze ans six milliards d'assignats sans aliéner le gage qui leur est assigné (1795)
- Mesures décisives proposées par Mc. Ale. Caminade, pour retirer de la circulation tous les assignats au dessus de 50 livres, et présentées par Sergent, député de Paris
- Sujets importans de délibérations pour les États généraux de 1789 : ouvrage auquel on a joint l'article loterie, tel qu'il a été composé pour l'Encyclopédie méthodique, par orde de matières
- Premiers élémens de la langue française, ou Grammaire usuelle et complète : rédigée d'après les principes des meilleurs auteurs, tant anciens que modernes. Ouvrage suivi d'une table alphabétique à laquelle on a joint tout ce qui peut faciliter la pureté de la diction et l'analyse du discours (1798, 1799, 1803)
- Abrégé de la grammaire usuelle (1803)
- Les participes français, mis à la portée de tous ceux qui se font une loi de parler et d'écrire correctement (1806)
- Souvenirs de Suisse nouvelles: suivis de Autres temps, autres mœurs

### Sources
- Marie-Thérèse Isaac, Claude Sorgeloos, L'école centrale du département de Jemappes, 1797-1802: enseignement, livres et lumières à Mons, Bibliothèque royale de Belgique, 2004
- Biographie universelle, ancienne et moderne